# The World Is Mine (chanson)
Pour les articles homonymes, voir The World Is Mine.
Singles de David Guetta
Stay
(2004) Love Don't Let Me Go
(2005)
The World Is Mine est le huitième single du DJ français David Guetta, sorti le 22 novembre 2004 en France en CD Single. La mélodie du refrain est un sample de la chanson des Simple Minds Someone Somewhere in Summertime. Les parties vocales sont assurées par le chanteur JD Davis.
Le single atteint la 16e place des charts français.
Trois ans plus tard, en 2007, le morceau est sorti en single aux États-Unis après le titre "Love Don't Let Me Go (Walking Away)". Grâce en grande partie au soutien des stations de radio Dance américaines comme BPM, David Guetta décrochera son tout premier n°1 dans un classement américain, notamment celui des titres dances les plus diffusés dans les sept stations radios musicales de dance sous surveillance électronique par Nielsen Broadcast Data Systems, le titre n'y restera qu'une semaine seulement sur le Billboard Hot Dance Airplay Chart en juin 2007. La chanson est également disponible en CD physique sur sa célèbre compilation "Fuck Me I'm Famous"" Volume 2.

## Clip vidéo
Le clip met en avant un beau jeune homme à qui tout réussit, que ce soit dans son travail ou surtout auprès de la gent féminine. D'où le titre The World Is Mine (le monde m'appartient). La vidéo du clip met surtout l'accent sur les filles habillées de façon suggestive. Il a en fait servi de promotion au morceau et club de lap dance que David Guetta a ouvert rue de Ponthieux à ce moment-là, le Pink Paradise.

## Remix
- Fuck Me I'm Famous remix (David Guetta & Joachim Garraud remix)
- Antoine Clamaran remix
- Get Twisted remix (Klaas)

## Classement par pays
| Pays                                                               | Meilleure position, |
| ------------------------------------------------------------------ | ------------------- |
| Europe                                                             | 62                  |
| France                                                             | 16                  |
| Russie                                                             | 4                   |
| Espagne                                                            | 10                  |
| Belgique Flandre                                                   | 13                  |
| Belgique Wallonie                                                  | 15                  |
| Pays-Bas                                                           | 27                  |
| Irlande                                                            | 39                  |
| Suisse                                                             | 40                  |
| Royaume-Uni                                                        | 49                  |
| Allemagne                                                          | 49                  |
| États-Unis Billboard Hot Dance Airplay Chart Diffusion dance radio | 1                   |
| France Club 40 Diffusion en club                                   | 4                   |
| Écosse (OCC)                                                       | 43                  |